# Garnat-sur-Engièvre

Garnat-sur-Engièvre este o comună în departamentul Allier din centrul Franței. În 1 ianuarie 2022 avea o populație de 672 de locuitori.